# Live (Candlemass)
Live è il quinto album, primo dal vivo, del gruppo musicale doom metal svedese Candlemass, pubblicato nel 1990.

## Tracce
1. The Well of Souls
2. Dark are the Veils of Death
3. Bewitched
4. Solitude
5. Dark Reflections
6. Under the Oak
7. Demons Gate
8. Through the Infinitive Halls of Death
9. Samarithan
10. Mirror Mirror
11. At the Gallows End
12. A Sorceror's Pledge